# च़
Cette page contient des caractères spéciaux ou non latins. S’ils s’affichent mal (▯, ?, etc.), consultez la page d’aide Unicode.
च़, transcrite tsa, est une consonne de l’alphasyllabaire devanagari utilisé dans l’écriture du cachemiri. Elle est formée d’un tcha ‹ च › et d’un point souscrit.

## Utilisation
Le tsa ‹ च़ › est utilisé en cachemiri pour transcrire une consonne affriquée alvéolaire sourde [t͡s], par exemple dans पस्च़र् pastsar, « humilité ».  Il est également utilisé dans le Mahasu Pahari (en), dialecte mahasuvi de l’Himachal], par exemple dans च़ौज़ौ रा tsauzau ra, « beau (masculin) ».

## Représentations informatiques
- décomposé

| formes | représentations | chaînes de caractères | points de code       | descriptions                                                                 |
| ------ | --------------- | --------------------- | -------------------- | ---------------------------------------------------------------------------- |
| pleine | च़               | च◌़                    | U+091A U+093C        | lettre devanagari tcha, symbole devanagari noukta                            |
| morte  | च़्               | च◌़◌्                   | U+091A U+093C U+094D | lettre devanagari tcha, symbole devanagari noukta, symbole devanagari virama |